# Jeanne Tordeus
Jeanne Tordeus, född 24 december 1842 i Bryssel, död 6 januari 1911, var en belgisk skådespelare och professor.
Jeanne Tordeus var dotter till brännvinsbrännaren Michel Tordeus och Elise Mengotti. Hon studerade vid konservatoriet i Bryssel mellan 1853 och 1858 understödd av den berömda franska skådespelerskan Rachel. År 1864 anställdes hon vid Comédie-Française i Paris och var den första belgiska skådespelare som anställts där. Hon var här verksam fram till kriget 1870. Hon återvände då till Bryssel där hon från 1872 undervisade vid konservatoriet som professor. År 1905 grundade hon en scenskola och pensionerade sig 1909. Hon instiftade 1910 ett årligt pris i deklamation vilket bar hennes namn, efter 1934 kallat prix Jeanne Tordeus-Adeline Dudlay.